# Kalendarium historii Mołdawii

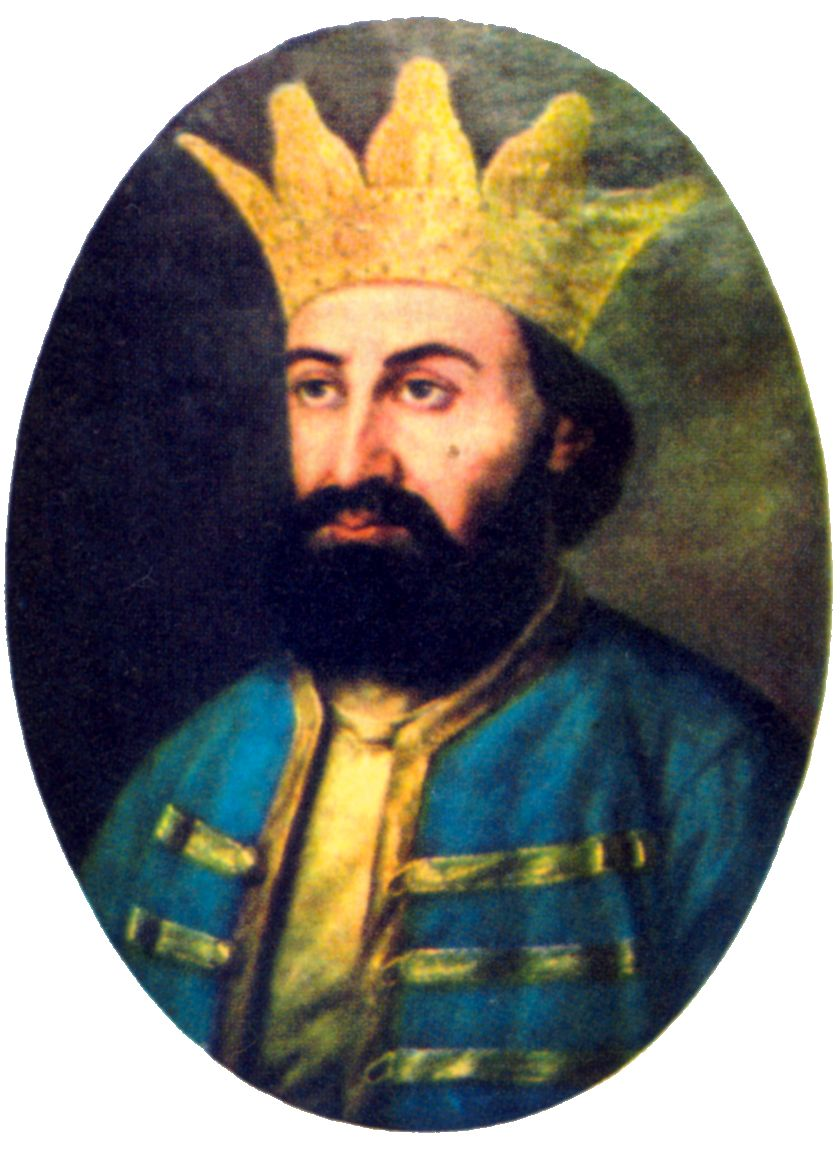
Bogdan I na XIX-wiecznym obrazie

Mołdawia w 1917 roku

Podział administracyjny Rumunii od 1920 do 1940

Flaga Mołdawskiej SRR od 1952 do 1990

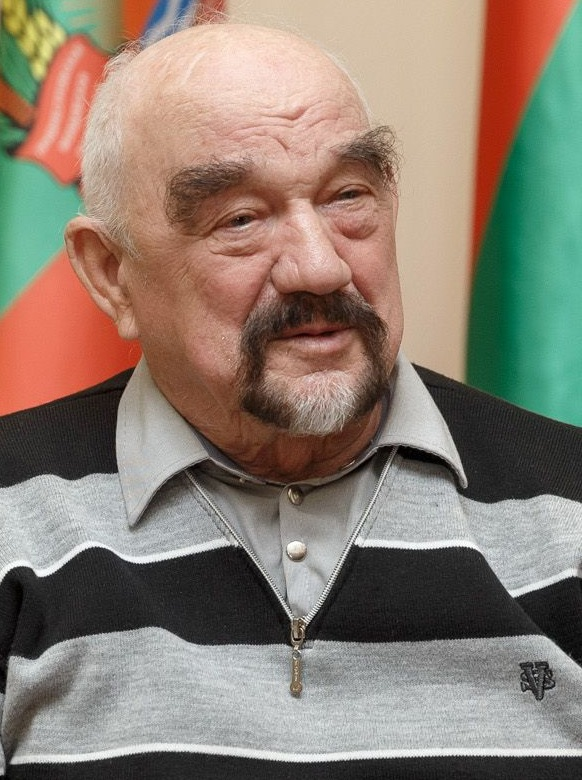
Igor Smirnow, pierwszy prezydent Naddniestrza

Mapa konfliktu o Naddniestrze

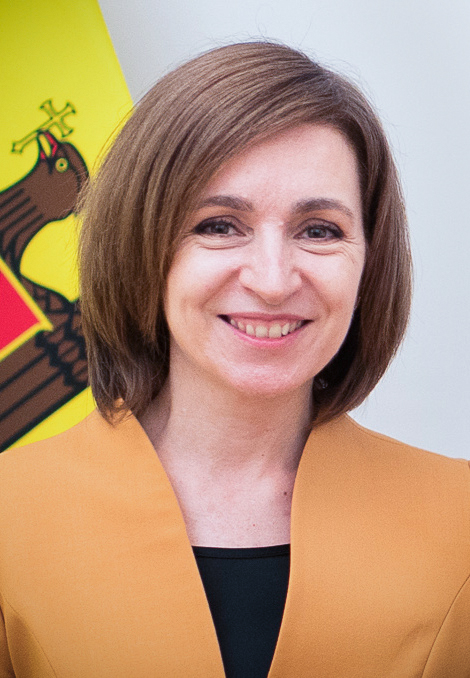
Maia Sandu

Kalendarium historii Mołdawii – uporządkowany chronologicznie, począwszy od czasów najdawniejszych aż do współczesności, wykaz dat i wydarzeń z historii Mołdawii.

## Czasy najdawniejsze
- I tys. n.e. – na terenach Besarabii (zajmującej obecnie większość powierzchni Mołdawii) osiedlili się Geto-Dakowie[1]
- X w. – Ruś Kijowska rozpoczęła walki o zdobycie Mołdawii[1]
- przełom XII i XIII w. – Węgrzy rozpoczęli walki o zdobycie Mołdawii[1]
- lata 40. XIII w. – najazdy Tatarów[1]
- lata 50. XIV w. – Węgrzy wyparli Turków z Mołdawii[1]
- 1359 – wojewoda Bogdan usunął namiestnika węgierskiego i ogłosił się suwerennym władcą Księstwa Mołdawskiego[1]
- XVI w. – Księstwo Mołdawskie i Besarabia zostały zdobyte przez Turcję[1]
- 1812 – Rosja anektowała Besarabię i Mołdawię[1]

## Panowanie rosyjskie
- 1865 – rozpoczęto rusyfikację Besarabii (m.in. zakazano nauczania języka rumuńskiego)[1]
- 1917 – nasiliły się w guberni besarabskiej dążenia do autonomii[1]
- 13/14 stycznia 1918 – bolszewicy usiłowali przejąć władzę w Kiszyniowie[1]
- poł. stycznia-luty 1918 – wojska rumuńskie wypędziły bolszewików z Kiszyniowa[1], a następnie z całej Besarabii[2]
- 24 stycznia 1918 – powstała niepodległa Republika Mołdawska[3]

## 1918–1944
- kwiecień 1918 – Rada Kraju (Sfatul Țării) opowiedziała się za przyłączeniem Mołdawii do Królestwa Rumunii z zachowaniem autonomii[1]
- grudzień 1918 – Rada Kraju opowiedziała się za bezwarunkowym przyłączeniem Mołdawii do Królestwa Rumunii[1]
- 28 października 1920 – Mołdawia została przyłączona do Rumunii
- 1920 – Armia Czerwona opanowała rumuński pas ziem na lewym brzegu Dniestru[1]
- 1924 – Republika Mołdawska przekształciła się w Mołdawską Autonomiczną SRR w ramach Ukraińskiej SRR[3]
- sierpień 1940 – utworzono Mołdawską SRR[1]
- 1940 – do Mołdawii przyłączono większość Besarabii[3]
- 1941–1944 – okupacja Mołdawii przez wojska niemieckie[3]
- sierpień 1944 – Armia Czerwona zajęła Mołdawię[1]

## Panowanie radzieckie
- lata 50. XX w. – industrializacja Mołdawii[3]
- 1988 – powstał Demokratyczny Ruch na rzecz Przebudowy postulujący przyspieszenie reform w ZSRR[3]
- sierpień 1989 – masowe demonstracje, podczas których domagano się przyznania Mołdawii niepodległości[3]; największa z nich, 27 sierpnia 1989 w Kiszyniowie, zostaje później nazwana Wielkim Zgromadzeniem Narodowym[4]
- 1989 – Demokratyczny Ruch Poparcia Przebudowy zmienił nazwę na Front Ludowy Mołdawii[3]
- 1989 – język mołdawski stał się językiem urzędowym[3]
- maj 1990 – zezwolono na zakładanie partii politycznych[1]
- czerwiec 1990 – Mołdawska SRR zmieniła nazwę na Republikę Mołdawii[1]
- grudzień 1990 – republika Naddniestrza proklamowała niezależność[1][5]
- 27 sierpnia 1991 – Mołdawia ogłosiła niepodległość[3], deklarując zarazem chęć przyszłej unifikacji z Rumunią, co wyrażały przyjęte symbole narodowe identyczne z rumuńskimi[6]

## Czasy najnowsze
- grudzień 1991 – Mołdawia zgłosiła wniosek o przystąpienie do Wspólnoty Niepodległych Państw[1]
- styczeń 1992 – ponownie zadeklarowano zamiar utworzenia unii z Rumunią, w wyniku której miało powstać w przyszłości jedno państwo[3]
- marzec 1992 – Mołdawia została członkiem ONZ[3]
- marzec 1992 – wprowadzono stan wyjątkowy w następstwie rozprzestrzeniania się walk mołdawskich służb bezpieczeństwa z ludnością ukraińską i rosyjską, niezgadzającą się na utworzenie unii[3]
- marzec–lipiec 1992 – wojna o Naddniestrze[7]
- 1992 – Front Ludowy Mołdawii zmienił nazwę na Chrześcijańsko-Demokratyczny Front Ludowy[1]
- marzec 1994 – w wyniku referendum odrzucono propozycję połączenia z Rumunią[3]
- kwiecień 1994 – ratyfikowano układ o przystąpieniu Mołdawii do WNP[1]
- lipiec 1994 – uchwalono konstytucję[1]
- 1995 – powstało terytorium autonomiczne Gagauzji[3]
- lipiec 2000 – znowelizowano konstytucję[1]
- 2003 – rozpoczęto wycofywanie wojsk rosyjskich z terenów naddniestrzańskich[3]
- 6 kwietnia 2009 – w wyniku wygranej Partii Komunistów Republiki Mołdawii w wyborach parlamentarnych wybuchły kilkudniowe zamieszki[8]
- 5 września 2010 – odbyło się referendum krajowe, dotyczące bezpośredniego wyboru prezydenta Mołdawii w powszechnym głosowaniu. Choć większość głosujących opowiedziała się za zmianami w konstytucji, referendum nie było wiążące z powodu zbyt niskiej frekwencji[9]
- 23 marca 2012 – Nicolae Timofti został zaprzysiężony na prezydenta Mołdawii, kończąc trwający od 2009 roku kryzys polityczny[10]
- 23 grudnia 2016 – wskutek pierwszych od 1996 roku bezpośrednich wyborów prezydenckich, prezydentem kraju zostaje Igor Dodon[11]
- czerwiec 2019 – kryzys konstytucyjny i przejściowa dwuwładza w państwie[12]
- 24 grudnia 2020 – urzędowania na stanowisku prezydent kraju rozpoczęła, wybrana w wyborach bezpośrednich, Maia Sandu[13]
- 24 lutego 2022 – początek rosyjskiej inwazji na Ukrainę oraz ukraińskiego kryzysu uchodźczego. Do Mołdawii trafiają setki tysięcy uchodźców[14]
- 23 czerwca 2022 – Mołdawia, razem z Ukrainą, zyskały oficjalny status kandydata do Unii Europejskiej[15]